# Carlos Ardiles Sal y Rosas
Carlos Enrique Ardiles Sal y Rosas (Callao, 21 de junio de 1957-Lima, 1 de agosto de 2020) fue un administrador de empresas y político peruano que se desempeñó como alcalde del distrito de Pachacámac en tres periodos consecutivos, siendo desde 1993 hasta el año 2002.

## Biografía
Carlos Ardiles nació en la ciudad del Callao, el 21 de junio de 1957. Es sobrino del Luis Ardiles Gamarra, exalcalde de distrito de Pachacámac.
Intentó ingresar sin éxito a la Universidad Inca Garcilaso de la Vega, en la Facultad de Derecho y Ciencias Políticas, y posteriormente estudió administración de empresas en la Escuela de Administración de Empresas.
Desde el año 1981, teniendo 23 años de edad, fue militante del Partido Popular Cristiano (PPC), partido político de Luis Bedoya Reyes. Como partidario ejerció el cargo de secretario general del PPC en la sede del distrito de Pachacámac.
En el año 1987, junto a un grupo de vecinos del Pachacámac, conformaron un Comité de Defensa de Límites, actuando como secretario en dicha directiva y realizando acciones solventadas con el propio peculio del Comité. Ardiles junto con el comité lograron la observación del presidente Alan García de la pretensión del Proyecto de Ley de Límites del distrito de Lurín.
Postuló sin éxito a la alcaldía del distrito de Pachacámac en el año 1989 por el Frente Democrático. Sin embargo en el año 1993, Carlos Ardiles fue elegido como alcalde del distrito de Pachacámac para el periodo 1993-1995.
En el año 1995 fue reelegido en el cargo bajo las filas del fujimorismo y luego en 1998 por Somos Perú, partido político de Alberto Andrade.
Como alcalde realizó diversas obras importante en Pachacámac. Asimismo, fue el impulsor de la creación del himno y bandera municipal del distrito de Pachacámac junto con Armando Massé en 1997.
Intentó ser elegido por cuarta vez en 2002 sin éxito y de igual manera en las elecciones del 2006, 2010 y 2014. Su última participación fue en las elecciones del año 2018 por el partido político Perú Patria Segura.

## Fallecimiento
El 1 de agosto del 2020, Carlos Ardiles falleció a los 63 años tras ser contagiado de la COVID-19.